# Pachybrachis limbatus
Pachybrachis limbatus es una especie de insecto coleóptero de la familia Chrysomelidae.
Fue descrita científicamente en 1836 por Ménétriés.